# Pernille Holst Holmsgaard
Pernille Holst Holmsgaard (tidligere Larsen) (født 6. september 1984 i Pandrup) er en tidligere dansk håndboldspiller. Hun spillede senest for Nykøbing Falster Håndboldklub. Har tidligere spillet for HC Odense, Aalborg DH, Horsens HK, Viborg HK og København Håndbold. Hun fik debut på det danske A-landshold i 2006. Hun var i mange år blevet en af de bærende kræfter på landsholdet, især i forsvaret.
I 2013 var hun med til at vinde bronze medaljer ved VM i Serbien. Det var de første medaljer de danske kvinder havde vundet i ni år. Danmark slog Polen i bronzekampen 30-26.
I 2017 vandt hun det danske mesterskab med Nykøbing Falster HK; det første mesterskab i klubbens historie.